# Communauté de communes Vexin - Val de Seine
La Communauté de communes Vexin - Val de Seine est une communauté de communes française, située dans le département du Val-d'Oise et la région Île-de-France.

## Histoire
La communauté de communes a été créée par arrêté préfectoral du 22 juillet 2005.
À sa création, les 8 communes membres étaient (chiffres population : 1999) :
- Vétheuil (858 habitants)
- Chaussy (602 habitants)
- La Roche-Guyon (550 habitants)
- Villers-en-Arthies (426 habitants)
- Vienne-en-Arthies (352 habitants)
- Haute-Isle (296 habitants)
- Amenucourt (173 habitants)
- Chérence (143 habitants)

Depuis le 1er janvier 2013, date de la mise en œuvre du Schéma départemental de coopération intercommunale (SDCI) du Val-d'Oise, la communauté de communes Vexin - Val de Seine regroupe au total 26 communes : les huit communes d'origine se sont vu adjoindre 18 communes de l'ouest du Vexin qui ne faisaient partie d'aucun établissement public de coopération intercommunale jusque-là.
En 2017, le maire de Magny-en-Vexin se plaint que l'intercommunalité mette à l'écart sa ville-centre, la plus peuplée de la communauté et « l'absence de vision partenariale », et semble envisager de quitter l'intercommunalité. Il obtient l'annulation de l'instauration de la fiscalité professionnelle unique, faite en 2017, et pour des raisons de non respect de règles de forme,. Ce conflit se poursuit les années suivantes en ce qui concerne la prise en charge de déficits passés de la zone d'activité de la Demi-lune à Magny-en-Vexin,,, la prise en charge des voiries des villages  ou de l'importance de la représentation de la ville-centre au sein du conseil communautaire.

## Territoire communautaire

### Description
L'intercommunalité, située à  l’ouest du département du Val-d'Oise regroupe vingt-six communes situées  en limite des régions Normandie et Hauts-de-France et est bordée sur sa frange ouest par les vallées de la Seine et de l’Epte. Elle constitue une partie du Parc naturel régional du Vexin français et comprend le Domaine de Villarceaux.
En 2014, l'intercommunalité compte un peu moins de 17 000 habitants et 4 600 emplois, sur un peu plus de 200 km², soit 16 % environ de la superficie du Val d’Oise.
Son paysage général est celui d'un plateau agricole creusé par de nombreuses vallées et vallons comme celle de l’Aubette de Magny avec des secteurs de boisements comme ceux de la forêt régionale de La Roche Guyon ou des bois de Villers, et caractérisé par les reliefs des buttes de l’Arthies et des coteaux pentus de Seine. Son urbanisation très résidentielle, faite de bourgs ou villages au caractère rural affirmé est structuré par Magny-en-Vexin (5 600 habitants en 2014, soit le tiers de la population de la communauté), Vétheuil, La Roche-Guyon ou Saint-Clair-sur-Epte.
Le territoire communautaire n'est plus desservi par le chemin de fer depuis la fermeture, entre 1950 et 1987, de la ligne de Chars à Magny-en-Vexin, mais est structuré par l'ex-route nationale 14 (actuelle RD 14) reliant Paris à Rouen et celui de l'ex-route nationale 183 (actuelle RD 983) reliant Mantes-la-Jolie à Beauvais.

### Composition
La communauté de communes est composée des 26 communes suivantes :

| Nom                    | Code Insee | Gentilé        | Superficie (km2) | Population (dernière pop. légale) | Densité (hab./km2) |
| ---------------------- | ---------- | -------------- | ---------------- | --------------------------------- | ------------------ |
| Magny-en-Vexin (siège) | 95355      | Magnytois      | 14,02            | 5 755 (2022)                      | 410                |
| Aincourt               | 95008      | Aincourtois    | 10,03            | 870 (2022)                        | 87                 |
| Ambleville             | 95011      | Amblevillois   | 7,96             | 390 (2022)                        | 49                 |
| Amenucourt             | 95012      | Amenucourtais  | 8,7              | 208 (2022)                        | 24                 |
| Arthies                | 95024      | Arthésiens     | 7,4              | 267 (2022)                        | 36                 |
| Banthelu               | 95046      | Banthelusiens  | 8,1              | 148 (2022)                        | 18                 |
| Bray-et-Lû             | 95101      | Braylusiens    | 3,71             | 957 (2022)                        | 258                |
| Buhy                   | 95119      | Buhyiens       | 6,86             | 327 (2022)                        | 48                 |
| La Chapelle-en-Vexin   | 95139      | Chapellois     | 3,61             | 316 (2022)                        | 88                 |
| Charmont               | 95141      | Charmontois    | 3,83             | 33 (2022)                         | 8,6                |
| Chaussy                | 95150      | Calcédoniens   | 14,56            | 634 (2022)                        | 44                 |
| Chérence               | 95157      | Chérençais     | 8,47             | 128 (2022)                        | 15                 |
| Genainville            | 95270      | Genainvillois  | 10,5             | 521 (2022)                        | 50                 |
| Haute-Isle             | 95301      | Hautillois     | 2,57             | 291 (2022)                        | 113                |
| Hodent                 | 95309      | Johannisiens   | 4,37             | 225 (2022)                        | 51                 |
| Maudétour-en-Vexin     | 95379      | Maldestoriens  | 6,55             | 203 (2022)                        | 31                 |
| Montreuil-sur-Epte     | 95429      | Montreuillois  | 7,15             | 382 (2022)                        | 53                 |
| Omerville              | 95462      | Omervillois    | 11,98            | 325 (2022)                        | 27                 |
| La Roche-Guyon         | 95523      | Guyonnais      | 4,61             | 423 (2022)                        | 92                 |
| Saint-Clair-sur-Epte   | 95541      | Saint-Clairois | 12,18            | 979 (2022)                        | 80                 |
| Saint-Cyr-en-Arthies   | 95543      | Saint-Cyriens  | 3,89             | 237 (2022)                        | 61                 |
| Saint-Gervais          | 95554      | Bercagniens    | 13,18            | 883 (2022)                        | 67                 |
| Vétheuil               | 95651      | Vétheuillais   | 4,3              | 867 (2022)                        | 202                |
| Vienne-en-Arthies      | 95656      | Viennois       | 3,76             | 360 (2022)                        | 96                 |
| Villers-en-Arthies     | 95676      | Villersois     | 8,25             | 487 (2022)                        | 59                 |
| Wy-dit-Joli-Village    | 95690      | Vicusiens      | 8,37             | 329 (2022)                        | 39                 |

## Démographie
| 1968   | 1975   | 1982   | 1990   | 1999   | 2010   | 2015   | 2021   |
| ------ | ------ | ------ | ------ | ------ | ------ | ------ | ------ |
| 10 472 | 11 284 | 12 414 | 13 982 | 15 679 | 16 925 | 16 682 | 16 622 |

### Intercommunalités voisines
La Communauté de communes Vexin - Val de Seine est bordée à l'est par la communauté de communes Vexin centre, au sud par la Communauté de communes des Portes de l’Île-de-France située dans les Yvelines, à l'ouest par la Communauté d'agglomération des Portes de l'Eure et la Communauté de communes Epte-Vexin-Seine situées dans le département de l'Eure et au nord par la Communauté de communes du Vexin Thelle dans l'Oise.

## Fonctionnement

### Siège
L'intercommunalité a son siège à Magny-en-Vexin, 12 rue des frères Montgolfier

### Élus
La Communauté de communes est administrée par son Conseil communautaire, composé pour la mandature 2020-2026 de 45 conseillers communautaires, qui sont des conseillers municipaux  représentant chaque commune membre et répartis en fonction de leur population de la manière suivante ; 

- 14 délégués pour Magny-en-Vexin ;

- 2 délégués pour Saint-Clair-sur-Epte, Bray-et-Lû, Saint-Gervais, Aincourt, Vétheuil et Chaussy ; 

- 1 délégué ou son suppléant pour les autres communes.
À la suite des élections municipales de 2020 dans le Val-d'Oise, le conseil communautaire restructuré réuni le 11 juillet 2020 a réélu son président, Jean-François Renard, maire (DVD) de Villers-en-Arthies  ainsi que ses 7 vice-présidents, qui sont : 
1. Jean-Pierre Javelot, maire de Montreuil-sur-Epte
2. Teresa Beyer, adjoint au maire de Magny-en-Vexin
3. Philippe Vandeputte, maire de Chérence
4. Yann Grillère, adjoint au maire de Magny-en-Vexin
5. Éric Breton, maire d'Hodent
6. Frédérique Cambourieux, maire d'Amenucourt ;
7. Christophe Depont, maire de Saint-Clair-sur-Epte..

Le bureau de l'intercommunalité est constitué pour la mandature 2020-2026 du président, des vice-présidents et de membres de manière que chaque commune membre y soit représentée.

### Liste des présidents
| Période | Période                       | Identité             | Étiquette         | Qualité                                                               |
| ------- | ----------------------------- | -------------------- | ----------------- | --------------------------------------------------------------------- |
| 2005    | 2010                          | Jean-Pierre Potez,   |                   | Maire de Villers-en-Arthies (2001 → 2008)                             |
| 2010    | En cours (au 22 juillet 2020) | Jean-François Renard | UMP → LR puis DVD | Maire de Villers-en-Arthies (2008 → ) Réélu pour le mandat 2020-2026, |

### Compétences
L'intercommunalité exerce les compétences qui lui ont été transférées par les communes membres, dans les conditions fixées par le code général des collectivités territoriales. Il s'agit de :
- Aménagement de l’espace, schéma de cohérence territoriale (SCoT) et schéma de secteur ;
- Actions de développement économique, zones d’activité, politique locale du commerce et soutien aux activités commerciales d’intérêt communautaire,  tourisme ;.
- Gestion des milieux aquatiques et prévention des inondations (GEMAPI) ;
- aires d'accueil des gens du voyage et terrains familiaux locatifs  ;
- Collecte et traitement des déchets des ménages et déchets assimilés ;
- Protection et mise en valeur de l’environnement, le cas échéant dans le cadre de schémas départementaux et soutien aux actions de maîtrise de la demande d’énergie ;
- Équipement sportifs et culturels reconnus d’intérêt communautaire : gymnase du collège Rosa-Bonheur de Bray-et-Lû.
- Voirie reconnues d’intérêt communautaire[10] (notamment, hors agglomération, les voiries communales reliant deux départementales ou accédant à une départementale, ou sur lesquelles les bus de lignes régulières ou spéciales passent, et, dans les agglomérations, le voies communales supportant les réseaux de transport en commun avec une fréquence quotidienne de plus de 120 passages réguliers de transports routiers collectifs ;
- Petite enfance – périscolaire - extrascolaire et notamment la crèche multi-accueil située à Vétheuil et ses extensions éventuelles sous forme de micro-crèches, les maisons er relais d'assistantes maternelles, le centre de loisir sans hébergement  « les petits filous » situé Villers-en-Arthies, les Lieux d’accueil parents-Enfants (L.A.E.P).
- Sport et culture ;
- Séniors :et notamment la MARPA située à Vétheuil., les études de faisabilité pour la mise en place de transports spécifiques et les actions en faveur du maintien à domicile ;
- Sécurité publique : études de faisabilité  de la construction d’une gendarmerie à Magny en Vexin :
- Infrastructure de réseaux et de services locaux de communication électronique.

### Régime fiscal et budget
La communauté de communes est un établissement public de coopération intercommunale à fiscalité propre.
Afin de financer l'exercice de ses compétences, l'intercommunalité a instauré en 2017 le régime de la fiscalité professionnelle unique (FPU) – qui a succédé à la taxe professionnelle unique (TPU) – et assure une péréquation de ressources entre les communes résidentielles et celles dotées de zones d'activité.
Elle ne verse pas de dotation de solidarité communautaire (DSC) à ses communes membres.

## Projets et réalisations
Conformément aux dispositions légales, une communauté de communes a pour objet d'associer des « communes au sein d'un espace de solidarité, en vue de l'élaboration d'un projet commun de développement et d'aménagement de l'espace ».
L'intercommunalité a repris la gestion de la zone d'activité de la Demi-lune à Magny-en-Vexin, initialement créée par la commune
Dans le cadre de la mandature 2020-2026, l'intercommunalité prévoit :
- la création de maisons de services au public labellisées Maisons France services, dont l'une pourrait être localisée à Magny-en-Vexin, voire une seconde, itinérante, qui desservirait l'ensemble des communes ;
- le développement de la vidéoprotection ainsi que la construction de la future caserne de gendarmerie, à Magny-en-Vexin[26] ;
- la création d'une brigade de l'environnement, afin de lutter contre la pollution et les actes d’incivilité tels que les dépôts sauvages.,